# Vaardigheid
Vaardigheid is het vermogen om een handeling bekwaam uit te voeren. Vaardigheid op een of ander gebied wordt veelal vergaard door praktische ervaring, door korte of langere tijd regelmatig te oefenen. Gebrek aan vaardigheid is incompetentie.
In het onderwijs wordt onderscheid gemaakt tussen vaardigheid en competentie. Een competentie is het vermogen of de kennis om een handeling bekwaam uit te voeren in een relevante (beroeps)context.

## In het onderwijs
Een vaardigheid wordt in een lesdoelstelling omschreven onder de vorm kunnen:
- De leerlingen kunnen zich uitdrukken in het verleden;
- De leerlingen kunnen een lichtschakelaar plaatsen;
- De leerlingen kunnen moderne kunst waarderen.

De eerste doelstelling is een verbale, de tweede een psychomotorische, en de laatste een affectieve vaardigheid.
In het onderwijs wordt tegenwoordig meer aandacht besteed aan het ontwikkelen van vaardigheden, terwijl in het verleden vooral kennis (van begrippen en feiten) als belangrijker werd gezien.